# Estadens
Estadens (em occitano:  Estadens) é uma comuna francesa na região administrativa da Occitânia, no departamento do Alto Garona. Estende-se por uma área de 17.47 km², com 533 habitantes, segundo o censo de 2018, com uma densidade de 31 hab/km².